# Nicolae Calancea
Nicolae Calancea (* 29. August 1986 in Chișinău, Moldauische SSR, Sowjetunion) ist ein moldauischer ehemaliger Fußballspieler.

## Karriere

### Verein
Die Karriere von Calancea begann bei Zimbru Chișinău, wo er im Jahr 2006 in den Kader der ersten Mannschaft kam. Dort wurde er sofort zur Stammkraft und wurde in der Saison 2006/07 Vizemeister hinter Sheriff Tiraspol und gewann den moldauischen Pokal. Calancea spielte siebeneinhalb Jahre für Zimbru – unterbrochen von einem halben Jahr bei Krylja Sowetow Samara. Im Februar 2014 verließ er den Verein und wechselte zu Ceahlăul Piatra Neamț in die rumänische Liga 1. Dort war er zumeist die Nummer eins im Team. Am Ende der Saison 2014/15 stieg er mit seiner Mannschaft ab. In der Liga II bestritt er nur die ersten fünf Spiele, ehe sein Vertrag im November 2015 aufgelöst wurde. Anfang 2016 verpflichtete ihn der Erstligist FC Voluntari. Dort eroberte er zunächst den Platz zwischen den Pfosten, verlor ihn im Verlauf der Abstiegsrunde 2015/16 aber an seinen Konkurrenten Mircea Bornescu. Calancea schloss sich im Sommer 2016 CS Universitatea Craiova an.

### Nationalmannschaft
Calancea wurde erstmals im Februar 2007 in den Kreis der moldauischen Nationalmannschaft berufen. Er debütierte am 7. Februar im Freundschaftsspiel gegen Rumänien. In den Qualifikationsspielen zur Europameisterschaft 2008 und zur Weltmeisterschaft 2010 stand er insgesamt sechsmal im Tor und fungierte in den übrigen Spielen als Ersatzmann hinter Serghei Pașcenco oder Stanislav Namașco. Anschließend musste er mehr als zwei Jahre warten, ehe er Anfang 2011 abermals berufen wurde. Er kam in drei Freundschaftsspielen zum Einsatz und musste bis zum Jahr 2014 warten, um erneut nominiert zu werden. Seitdem kommt er sporadisch zum Einsatz.

## Erfolge
- Moldauischer Pokalsieger: 2014

## Sonstiges
Nicolae Calancea ist der jüngere Bruder des moldauischen Gewichthebers Valeriu Calancea (* 1980).